# 诺姆尼
诺姆尼（法語：Nomeny，法語發音：[nɔmni]），亦称诺梅尼（法語：Nomény，法語發音：[nɔmeni]），是法国默尔特-摩泽尔省的一个市镇，位于该省中南部，属于南锡区。该市镇总面积17.79平方公里，2009年时的人口为1139人。

## 人口
诺姆尼人口变化图示